# 闻立时
闻立时（1936年03月23日—2010年04月6日），湖北武汉人，复合材料专家，中国工程院院士。

## 履历[1]
- 1960年，毕业于莫斯科钢铁学院，获冶金工程师称号。
- 1979年至1981年，获西德马普金属所奖学金，在马普作博士后访问学者。
- 1999年，当选中国工程院院士。